# 秘密客2
《秘密客2》（英語：Mimic 2）是一部2001年的美國科幻驚悚電影，由讓·德·塞貢紮克執導，艾莉丝·高朗士、布魯諾·坎波斯主演。為1997年電影《秘密客》的續集。

## 劇情
在紐約市，由蟑螂引發的致命病毒近乎滅絕了市內的兒童，昆蟲學家雷咪將螞蟻和白蟻的DNA混合，創造了「猶大種」新型蟑螂，而使傳播病毒的蟑螂滅絕，杜絕了病毒。
四年後的紐約市發生多起殘酷的凶案，死者皆被殘忍地撕破面皮並掛在電線桿上。由於雷咪的前男友也是兇案遇害者之一，警方便將在中學任教的雷咪鎖定為嫌疑犯之一，警探卡拉斯基奉命對雷咪進行調查。最終兇案的真凶——變種猶大蟑螂現身，襲擊了學校；這些進化後的變種怪蟲在殺人後將死者面皮戴上，模仿人類。

## 演員表
- 艾莉丝·高朗士 飾演 雷咪
- 布魯諾·坎波斯 飾演 卡拉斯基
- Will Estes 飾演 Nicky
- 愛德華·艾伯特 飾演 Darksuit
- 喬·鲍里托 飾演 Morrie[1]

## 外部連結
- 互联网电影数据库（IMDb）上《秘密客2》的资料（英文）
- AllMovie上《秘密客2》的资料（英文）
- 爛番茄上《秘密客2》的資料（英文）